# Bogosav Živković
Pour les articles homonymes, voir Živković.
Bogosav Živković (en serbe cyrillique : Богосав Живковић ; né le 3 mars 1920 à Leskovac près de Lazarevac – mort le 27 octobre 2005 à Belgrade) est un peintre et un sculpteur serbe. Son œuvre est considérée comme relevant en partie de l'art naïf ou de l'art brut.

## Biographie et créations
Bogosav Živković commence à sculpter à partir de 1957. Sa matière privilégiée est le bois, dans lequel il grave des figures humaines. Il crée notamment des compositions verticales ressemblant à des totems. Parmi ses créations, on peut citer Monstre, Nonne ou Le prince Marko, trois sculptures de 1962 conservées au Musée croate d'Art Naïf de Zagreb. La collection la plus importante de ses œuvres est rassemblée au Musée d'art naïf et marginal de Jagodina.
Il a exposé à titre individuel à Belgrade, Novi Sad, Jagodina, Zagreb, Édimbourg, Vienne, Paris, Bratislava, Varsovie, Bruxelles, Stockholm, Munich, Amsterdam, Mexico, ainsi qu'en Californie et en Amérique du Sud.